# 島田昭彦
島田 昭彦（しまだ あきひこ、生没年不詳) は、日本の映画プロデューサー。

## 作品
特筆した以外は全て松竹作品。

### 製作
- ケチまるだし （1964年）
- 夜の片鱗 （1964年）
- ぜったい多数 （1965年）
- 調子のいい奴 いたずらの天才 （1965年）
- ハイウェイの王様 （1965年）
- 坊っちゃん （1966年）
- かあちゃんと１１人の子ども （1966年）
- 宴 （1967年）
- 宇宙大怪獣ギララ （1967年）
- 爽春 　（1968年）
- 進め！ジャガーズ 敵前上陸　（1968年）
- 日も月も（1969年）
- とめてくれるなおっ母さん （1969年）
- 津軽じょんがら節（1973年） 斎藤耕一プロダクション、ATG
- 北壁に舞う（1979年） 「北壁に舞う」製作委員会、博報堂、オフィス・アカデミー

### プロデューサー
- 夢一族　ザ・らいばる（1979年） 東映